# Universe at War: Earth Assault
Universe at War: Earth Assault è un videogioco strategico in tempo reale sviluppato da Petroglyph Games e pubblicato da SEGA. Si tratta del primo episodio di una serie dal titolo Universe at War.
È uscito in Europa il 25 gennaio 2008 per Microsoft Windows, e il 28 marzo per Xbox 360: è possibile organizzare, tramite i servizi Xbox Live e Games for Windows - LIVE, partite multiplayer cross-platform.

## Modalità di gioco
In Earth Assault sono presenti quattro fazioni:
- La Gerarchia, una misteriosa quanto aggressiva razza aliena, che ha preso di mira il nostro pianeta e vuole invaderlo per estrarne le risorse.
- Novus, macchine senzienti che esistono con il solo scopo di eliminare la Gerarchia: si definiscono "gli anticorpi del cosmo".
- I Masari, antica razza aliena che, in passato, è stata conquistata dalla Gerarchia e costretta a nascondersi sulla Terra. Si risvegliano dopo un lungo periodo trascorso, in stasi, negli abissi dell'oceano.
- la quarta fazione è quella della razza umana, giocabile nel solo tutorial e poi presente come unità di supporto durante il corso del gioco, controllata dalla CPU.

Ogni fazione possiede delle unità speciali, dette "eroi", più resistenti delle normali, dotate di abilità particolari e non costruibili come quelle normali. La morte di una di queste unità significa la fine della partita (solo in modalità campagna) in schermaglia possono essere costruite e ricostruite ma hanno un alto costo sia economici sia di popolazione massima.